# 內黃公主
内黄公主（?—?），东汉前期的公主。其生父不详。嫁给了窦穆，大司空、安丰侯窦融的儿子。窦穆的儿子窦勋，又娶东海王劉彊的女儿沘阳公主，窦勋的儿子是大将军窦宪、女儿是窦皇后。因为窦穆、窦勋仗势不法，汉明帝将他们处死。